# Пожаревацький мир
Пожарева́цький мир, Пассарови́цький мир (нім. Friede von Passarowitz, тур. Pasarofça Antlaşması, серб. Пожаревачки мир) — мирна угода, укладена 21 липня 1718 року між Австрією та Венецією з одного боку й Османською імперією з другого боку в місті Пожареваці. Угода завершила Австрійсько-турецьку й Другу Морейську (османсько-венеційську) війни.

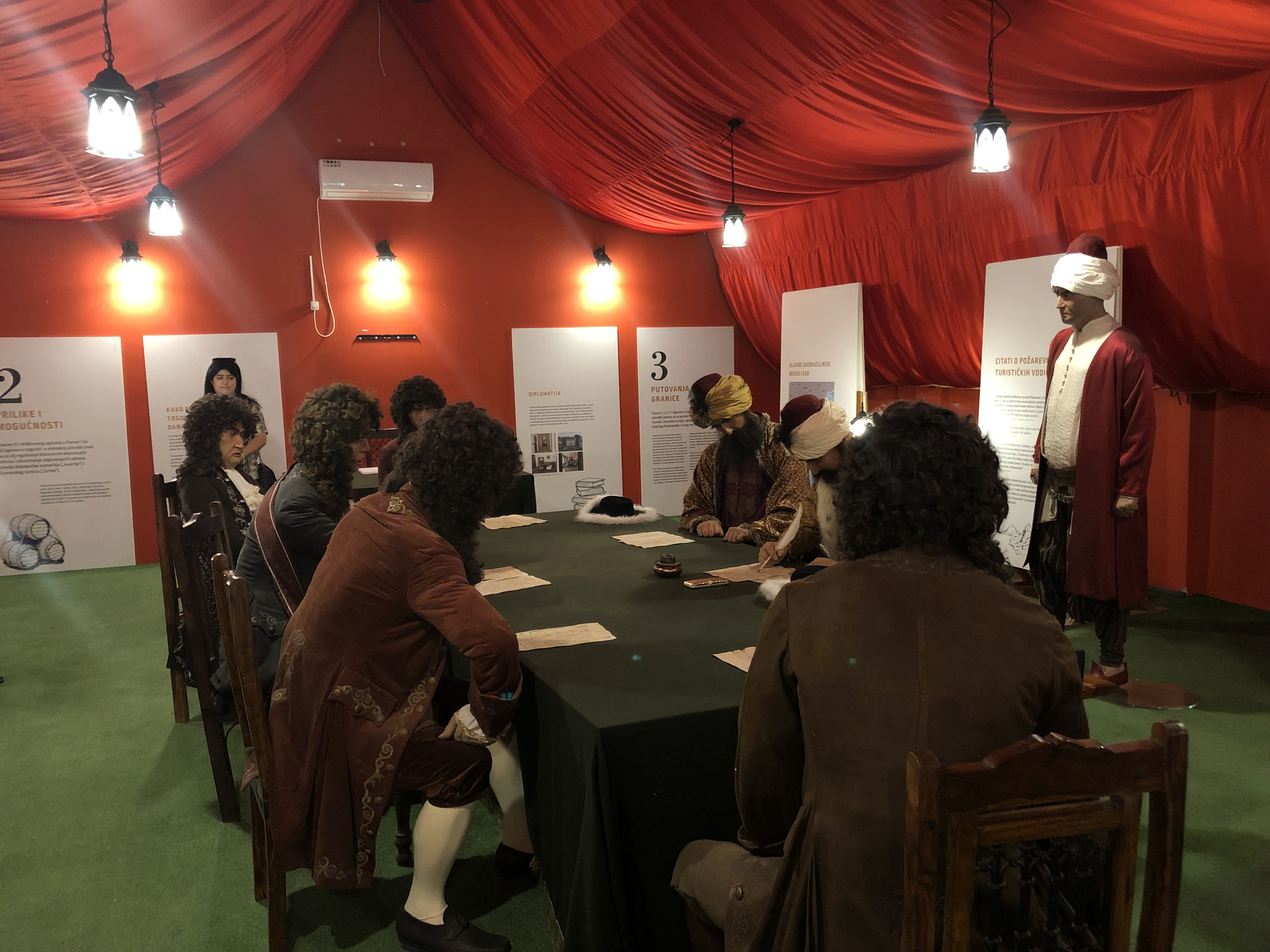
Виставка в Пожареваці, яка показує, як підписано договір

Османська імперія поступалась Австрії Банатом, Олтенією й північною Сербією разом з Белградом. Усі ці володіння Австрія знову повернула Османській імперії через 21 рік за Белградським миром. Венеція поступалась османам завойованими нею 1715 року частинами півострова Пелопоннес, але зберігала за собою деякі фортеці в Османській Греції й Албанії, а також Іонічні острови. У ході мирних перемовин було підписано й деякі торгові угоди, за якими підданим султана на території Австрії надавалася свобода торгівлі.